# Barotropi

Stratifiering av densitet och tryck i en barotropisk vätska.

Barotropi råder i en vätska, eller annan fluid, då ytskikt med lika tryck (isobarer) och ytskikt med lika temperatur (isotermer) är parallella med varandra. I en sådan idealiserad, barotrop fluid är trycket enbart en funktion av densiteten och de horisontella strömmarna förblir konstanta inom ett lager. 
Motsatsen till barotropi kallas baroklinitet.